# Amtsgericht Oelsnitz
Das Amtsgericht Oelsnitz war von 1879 bis 1952 ein Gericht der ordentlichen Gerichtsbarkeit und eines von zwölf Amtsgerichten im Sprengel des Landgerichtes Plauen mit Sitz in Oelsnitz/Vogtl.

## Geschichte
Von 1856 bis 1879 bestand in Oelsnitz das Gerichtsamt Oelsnitz als erstinstanzliches Gericht. Mit den Reichsjustizgesetzen wurde das Gerichtsamt Oelsnitz aufgelöst und das Amtsgericht Oelsnitz als Nachfolger des Gerichtsamtes eingerichtet. Der Amtsgerichtsbezirk umfasste Oelsnitz mit Steinmühlenhäusern, Finkenburg, Letzter Heller etc., Altmannsgrün bei Oelsnitz, Arnoldsgrün mit Wiedenberg, Birkigt, Blosenberg, Bobenneukirchen mit Einsiedel, Grottensee, Höflein, Pfaffenberg, Weiher, Weißenstein und Weidig, Bösenbrunn mit Culm, Grüne Tanne und Untertriebelbach, Brotenfeld, Burkhardtsgrün, Dechengrün, Dobeneck mit Eulenstein, Dröda mit Kälbergarten und Langenpöhl, Droßdorf, Ebersbach, Ebersberg mit Hitze, Ebmath mit Hetzschenhaus, Eichigt (Ober-) mit Eichigter Höhe und Höllkrucken, Engelhardtsgrün, Eschenbach, Gassenreuth, Görnitz mit Tanzermühle und Tanzermühlenhäusern, Göswein mit Siebenhitz und Rosenthal, Grüntanne, Hartmannsgrün, Haselrain, Hasenreuth, Heinersgrün mit Wolfsstaude, Marxgrün und Desse, Höllensteg, Hundsgrün mit Lochhäusern, Korna mit Großenhäusern, Kugelreuth, Lauterbach mit Schafhäuser und Hohekreuz, Loddenreuth, Lottengrün, Magwitz, Marieney mit Buttergrund, Grünholz, Ebersberg und Haart, Oberhermsgrün, Obermarxgrün, Obertriebel mit Wasserloh und Neubrambach, Obertriebelbach, Oberwürschnitz, Ottengrün mit Eibighäusern, Pabstleithen, Planschwitz mit Hammerhaus, Posseck mit Grünpöhl, Raasdorf, Ramoldsreuth mit Kurleithen, Raschau mit Bocksthal, Sachsgrün, Schillbach mit Birkenhäusern, Schloditz mit Juchhöh (Oberschloditz), Schönbrunn, Schöneck, Süßebach, Taltitz, Tiefenbrunn mit Gräben im Thal, Tirpersdorf mit Bettelmühle, Tirschendorf mit Kleingörnitz, Troschenreuth mit Klippe, Untereichigt, Unterhermsgrün, Untermarxgrün, Untertriebel mit Hutherleithen und Ehrlich, Unterwürschnitz, Voigtsberg, Wieden, Wiedersberg mit Haag- und Keilmühle, dem Chausseehause an der Ulitz und Wetterhütte, Willitzgrün, Zaulsdorf, Zeddelsgrün und das Voigtsberger Forstrevier. Das Amtsgericht Oelsnitz war eines von zwölf Amtsgerichten im Bezirk des Landgerichtes Plauen. Der Amtsgerichtsbezirk umfasste danach 27.221 Einwohner. Das Gericht hatte damals drei Richterstellen und war damals das zweitgrößte Amtsgericht im Landgerichtsbezirk.
Nachdem das Landgericht Plauen 1951 aufgelöst worden war, wurde das Amtsgericht Oelsnitz dem Landgericht Zwickau zugeordnet. Mit der Verordnung zur Änderung von Gerichtsbezirken im Lande Sachsen vom 5. Mai 1951 wurden die Gerichtsbezirke in der DDR an die Landkreise angepasst. Der Sprengel des Amtsgerichts Oelsnitz war damit der Kreis Oelsnitz. Mit dem Gerichtsverfassungsgesetz vom 2. Oktober 1952 wurde das Amtsgericht Oelsnitz in der DDR aufgehoben und das Kreisgericht Oelsnitz an seiner Stelle eingerichtet. Gerichtssprengel blieb der Kreis Oelsnitz.

## Gerichtsgebäude
Das Gericht hatte seinen Sitz in dem in der zweiten Hälfte 19. Jahrhundert erbauten Gerichtsgebäude in Oelsnitz (Karl-Marx-Platz 8). Der dreigeschossige Putzbau mit später vereinfachend überformter Fassade steht aufgrund seiner regionalhistorischen und zeitgeschichtlichen Bedeutung unter Denkmalschutz.